# Wijken en buurten in Zwartewaterland
De Nederlandse gemeente Zwartewaterland is voor statistische doeleinden onderverdeeld in wijken en buurten. De gemeente is verdeeld in de volgende statistische wijken:
- Wijk 00 Genemuiden (CBS-wijkcode:189600)
- Wijk 01 Kamperzeedijk (CBS-wijkcode:189601)
- Wijk 02 Hasselt (CBS-wijkcode:189602)
- Wijk 03 Ter Wee's Hoek (CBS-wijkcode:189603)
- Wijk 04 Zwartsluis (CBS-wijkcode:189604)

Een statistische wijk kan bestaan uit meerdere buurten. Onderstaande tabel geeft de buurtindeling met kentallen volgens het Centraal Bureau voor de Statistiek (2008):
| CBS-buurtcode | Buurtnaam                                      | Inwonertal | Opp. totaal (ha) | Opp. land (ha) | Ligging                |
| ------------- | ---------------------------------------------- | ---------- | ---------------- | -------------- | ---------------------- |
| BU18960000    | Genemuiden (Oud)                               | 960        | 25               | 22             | Locatie in de gemeente |
| BU18960001    | Genemuiden (Noord-Oost)                        | 1030       | 84               | 70             | Locatie in de gemeente |
| BU18960002    | Genemuiden-Zuidoost                            | 3730       | 64               | 63             | Locatie in de gemeente |
| BU18960003    | Genemuiden-West                                | 3410       | 66               | 64             | Locatie in de gemeente |
| BU18960008    | Verspreide huizen Cellemuiden                  | 90         | 356              | 326            | Locatie in de gemeente |
| BU18960009    | Verspreide huizen Zuiderzeepolder              | 160        | 591              | 578            | Locatie in de gemeente |
| BU18960100    | Kamperzeedijk-Oost                             | 420        | 46               | 38             | Locatie in de gemeente |
| BU18960101    | Kamperzeedijk-West                             | 120        | 57               | 54             | Locatie in de gemeente |
| BU18960108    | Verspreide huizen Mastenbroek                  | 100        | 1103             | 1078           | Locatie in de gemeente |
| BU18960109    | Verspreide huizen Polder                       | 50         | 518              | 501            | Locatie in de gemeente |
| BU18960200    | Hasselt Kern                                   | 1130       | 39               | 30             | Locatie in de gemeente |
| BU18960201    | Hasselt Stenendijk                             | 840        | 32               | 31             | Locatie in de gemeente |
| BU18960202    | Hasselt Dedemsvaart                            | 1120       | 29               | 28             | Locatie in de gemeente |
| BU18960203    | Industrieterrein                               | 140        | 119              | 106            | Locatie in de gemeente |
| BU18960204    | Nadorst I                                      | 1440       | 34               | 34             | Locatie in de gemeente |
| BU18960205    | Nadorst II                                     | 1600       | 50               | 50             | Locatie in de gemeente |
| BU18960206    | Molenwaard                                     | 100        | 39               | 24             | Locatie in de gemeente |
| BU18960306    | Verspreide huizen Streukel-Noord               | 40         | 159              | 155            | Locatie in de gemeente |
| BU18960307    | Ter Wee's Hoek                                 | 330        | 2247             | 2182           | Locatie in de gemeente |
| BU18960308    | Ter Wee's Hoek-Noordoost                       | 340        | 991              | 953            | Locatie in de gemeente |
| BU18960309    | Ter Wee's Hoek-Noordwest                       | 30         | 220              | 218            | Locatie in de gemeente |
| BU18960400    | Kern Zwartsluis                                | 160        | 8                | 6              | Locatie in de gemeente |
| BU18960402    | Zwartsluis Buitenkwartier-Oud                  | 390        | 26               | 19             | Locatie in de gemeente |
| BU18960403    | Zwartsluis Buitenkwartier-Nieuw                | 770        | 68               | 56             | Locatie in de gemeente |
| BU18960404    | Achter Het Singel                              | 1610       | 38               | 36             | Locatie in de gemeente |
| BU18960405    | Zomerdijk                                      | 410        | 19               | 15             | Locatie in de gemeente |
| BU18960406    | De Nieuwesluis                                 | 800        | 27               | 17             | Locatie in de gemeente |
| BU18960407    | Industrieterrein Meppelerdiep en omgeving      | 130        | 124              | 91             | Locatie in de gemeente |
| BU18960408    | Verspreide huizen De Velde-Zwartewaterklooster | 130        | 529              | 490            | Locatie in de gemeente |
| BU18960409    | Overig landelijk gebied Zwartsluis             | 30         | 982              | 931            | Locatie in de gemeente |
| BU18960410    | Barsbeek                                       | 320        | 8                | 7              | Locatie in de gemeente |